# Zanthoxylum micranthum
Zanthoxylum micranthum là một loài thực vật có hoa trong họ Cửu lý hương. Loài này được Hemsl. miêu tả khoa học đầu tiên năm 1895.